# フォーチュン・クッキー

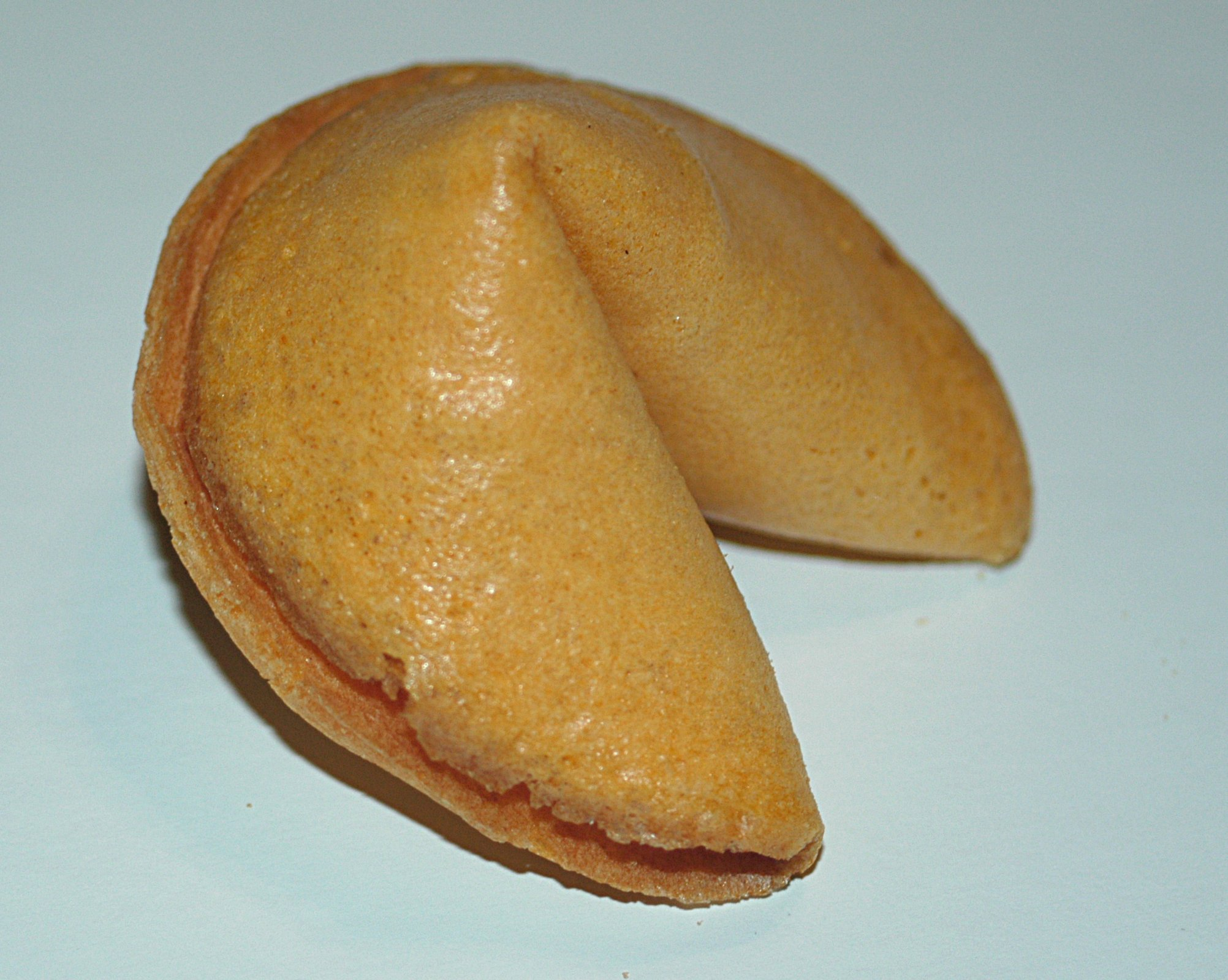
フォーチュン・クッキー。

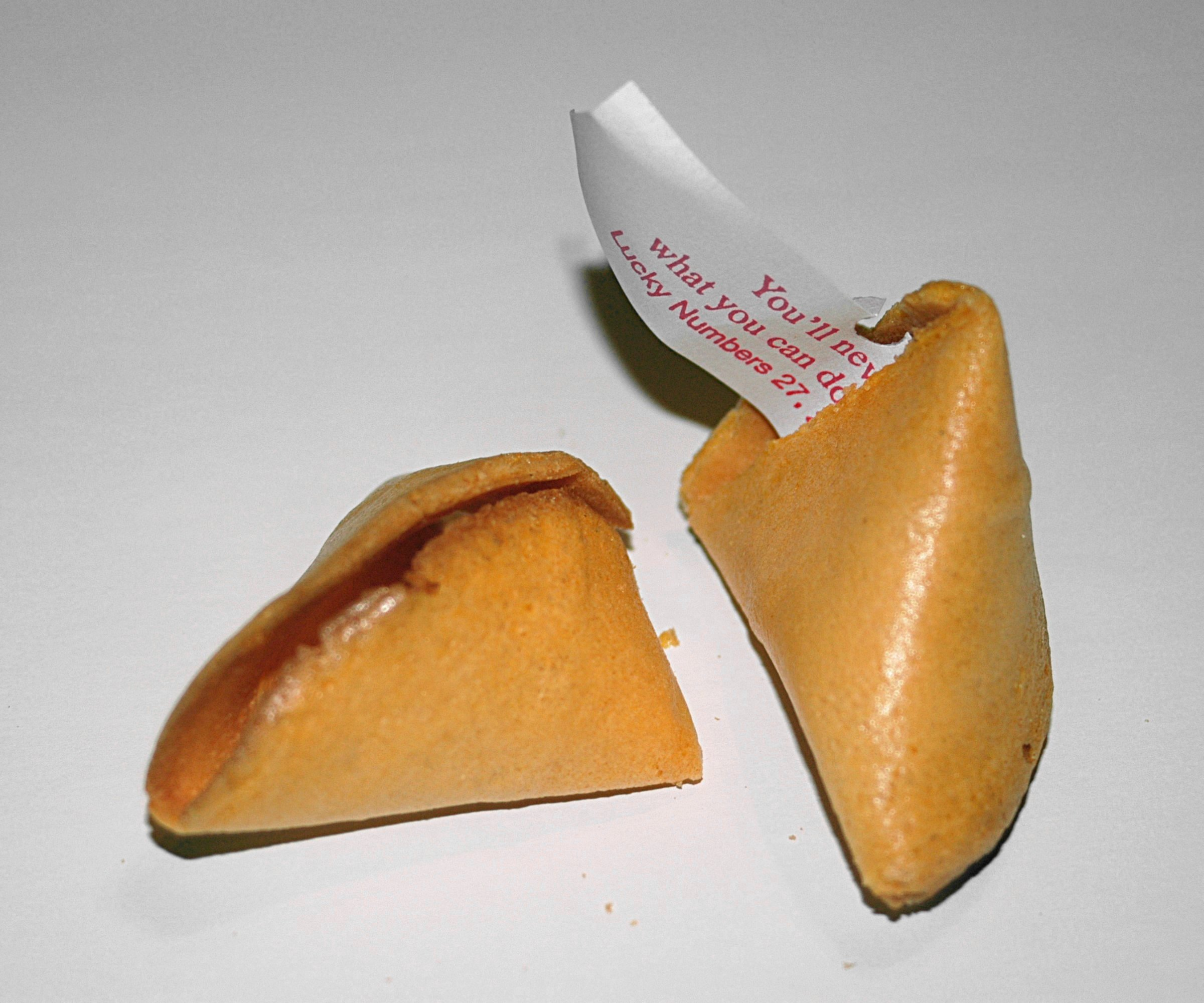
フォーチュン・クッキーを開けた所。

フォーチュン・クッキーまたはおみくじクッキー （fortune cookie） とは、その中に運勢が表記されている紙片（おみくじ）が入っている菓子である。アメリカ合衆国・カナダの中華料理店において食後に提供されることが多い。中国本土では見られなかった習慣であることから、日本の江戸時代に誕生し、日本で流通していた菓子が日系移民によってアメリカに持ち込まれたものの、第二次大戦時の強制収容によって日系移民の店が姿を消したことから、中国人経営の店で引き継がれ、アメリカ全土に広まったとする説が有力である。今日ではアメリカ文化のひとつと言える。

## 歴史

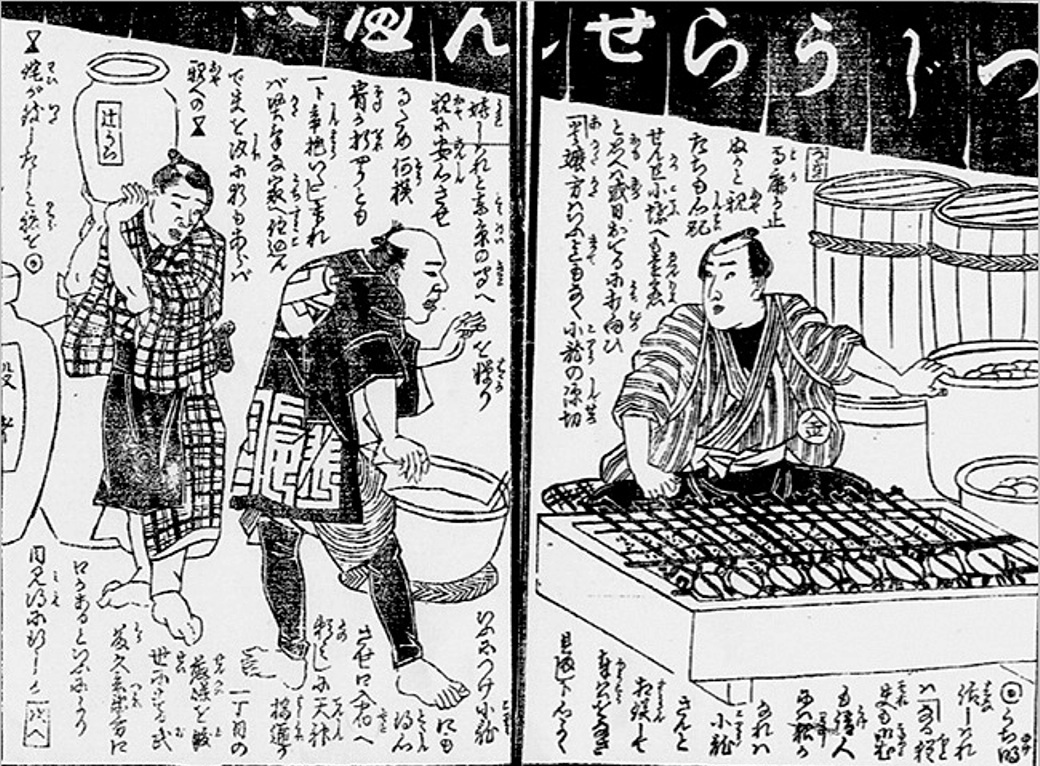
辻占煎餅を焼く様子。『藻汐草近世奇談. 3編下之巻 』篠田仙果 編[他] (青盛堂, 1878) より

二つ折りにして中に短い言葉を表記した紙を入れた形状は、日本の北陸地方などにおいて新年の祝いに神社で配られていた辻占煎餅に由来するもので、神奈川大学日本常民文化研究所の研究によれば、1910年から1914年の間に、サンフランシスコのゴールデン・ゲート・パーク内にある日本庭園（ジャパニーズ・ティー・ガーデン）を設計・運営した庭師の萩原眞によって持ち出されアメリカで普及したものと考えられている。
ジャパニーズ・ティー・ガーデンは、1894年に開催された国際見本市のアトラクションとして建設され、その後恒久の庭園となった。庭園やその敷地内の茶屋を運営していた萩原は、訪れた客にお茶請けとしてこの煎餅（英語ではJapanese cookieという）を提供した。萩原は鋳物の型を使って生地を手焼きし、自分たちで英語の占いを書いた紙片を入れていた。萩原とその家族は特に金儲けのことは考えていなかったので、このフォーチュン・クッキーに関する一切の特許を取っていなかった。1915年、サンフランシスコで開かれたパナマ万国博覧会に出品され一般に知られた。萩原は、1918年に菓子屋の「Benkyodo」に製造を任せ、第二次世界大戦勃発まで同店がジャパニーズ・ティー・ガーデンでのフォーチュン・クッキーの提供に当たった。キャサリン・ダテという日系女性の証言によると、1920年ごろ、彼女が中華料理店で日本のフォーチュン・クッキーを開けて友人と談笑していると中国人にそれは何かと尋ねられて答えたところ、その数週間後、その中国人がリトルトーキョーの菓子店「Shungetsudo」でフォーチュン・クッキーを買い占めたことを知り、その後、中華料理店で食後にフォーチュン・クッキーを出しているのに気が付いたという。1924年にロサンゼルスで創業した煎餅屋「Umeya」ではフォーチュンクッキーの大量生産を始め、戦前まで市内120～150軒の日系の飲食店に卸していた。こうした娯楽的な占い付きの菓子は、日本では江戸時代から酒席や宴会によく出されるつまみのひとつだった。
第二次世界大戦後、いくつかの中華料理店がこの煎餅を取り入れ、フォーチュン・クッキーが一般的なものとなった。フィッツアーマン・ブルーの研究によると、アメリカ全域で行われるフォーチュンクッキーサービスは、第二次世界大戦直後のチャプスイレストランから始まったとされるが、戦前には日系移民によるチャプスイ店も多く、上述のUmeyaなどが占い付き菓子を納品していた（チャプスイとは、肉と野菜を炒めてとろみをつけたアメリカ風中華料理で、当時人気だった）。第二次大戦の日系人強制収容によりこうした日系チャプスイ店は閉鎖されたが、フォーチュンクッキーのサービスはその他のチャプスイ店で残り、戦時中にサンフランシスコに駐屯した兵士たちが帰郷後、それぞれ地元の中華料理店に伝え広まったと言われている。
また、機知に富んだフォーチュン（おみくじ）を、ふたつ折りの菓子で包む欧米式フォーチュンクッキー(Fortune Cookies)の原型は、中国の広東地方にみられる。ヨーロッパの大都市にある中国レストランも、砂糖・ココナッツ・アーモンドの入ったこの「広東式」クッキーを供するところから月平餅の表面に「二重の幸運」の文字を型で写す習慣があった。一般の者に対し、フォーチュンには現在のアメリカでよく見られる様な紙に印刷したものが、また高貴な者には、銀の鈴に刻印されたものが使われていた。今日の中国では、文字の意味する内容は様々になったものの、型で文字をつけるという伝統は今でも受け継がれている。
2010年代現在では多くの飲食店で、食事後の口直しとしてフォーチュン・クッキーが出されるようになった。フォーチュン・クッキーには、運勢だけでなくラッキーナンバー（宝くじの番号として使われることもある）や、翻訳された中国の文章、ことわざなどが表記されている。

## フォーチュン・クッキーをめぐる文化
元々は日本の文化を取り入れたフォーチュン・クッキーであったが、上記のような経緯から、中国の習慣であると誤認しているアメリカ人、東京ディズニーランドのお土産などでアメリカ発の習慣であると誤解している日本人も少なくない。中国ではフォーチュン・クッキー自体知られていない。
アメリカ映画『アイアンマン3』（2013年）には登場人物のマンダリン（ベン・キングズレー）が「知ってるか。フォーチュン・クッキーは中国のものじゃない。日本のレシピでアメリカ人が作った」と語るシーンがある。
いくつかのウェブページでは、フォーチュン・クッキーのような短い言葉を提供するものがある。UNIXのプログラムであるfortuneは、フォーチュン・クッキーのような文章を表示するものである。また、電子メールの署名に、さまざまな引用や雑学、冗談、格言等の「フォーチュン・クッキー」をランダムに追加するソフトウェアもある。
このほか、いくつかのフォーチュン・クッキー・データベースが自由に利用できるような形で配布されている。
メッセージを含んだクッキーと言うことから、サービス提供側から受け取り、受け取った側で意味を解釈せずそのままサービス提供者に渡すトークンをマジッククッキーと呼ぶ。一例がHTTP cookieである。
ビリー・ワイルダー監督のアメリカ映画『恋人よ帰れ!わが胸に』（1966年、ジャック・レモン、ウォルター・マッソー主演）の原題はThe Fortune Cookieである。また、2003年のアメリカ映画『フォーチュン・クッキー』の原題はFreaky Fridayであるが、フォーチュン・クッキーが重要な小道具として登場する。
日本マクドナルドでは、1980年代半ばの年末年始に限定商品「ハウワンペイ」という名称で、これを発売したことがある。
また、日本ではアメリカより1994年10月に有限会社よろず海外交易（日本総代理店）が初輸入し、2007年有限会社万糧に業務譲渡し現在にいたっている。
2013年には日本のアイドルグループAKB48が、フォーチュンクッキーにまつわる悲哀を取り上げた楽曲「恋するフォーチュンクッキー」を発表した。